# Gonosz csoda
A Gonosz csoda (eredeti cím: The Unholy) 2021-es amerikai természetfeletti horrorfilm, amelyet Evan Spiliotopoulos (rendezői debütálás) írt, rendezett és készített, James Herbert 1983-as Shrine című regénye alapján. A projekt egyik producere Sam Raimi. A főszerepet Jeffrey Dean Morgan, Katie Aselton, William Sadler, Diogo Morgado, Cricket Brown és Cary Elwes alakítja.
A filmet 2018 decemberében jelentették be az eredeti Shrine címmel, a Sony Pictures pedig Herbert azonos című regényét adaptálja. A szereplőket 2018 és 2020 között jelentették be, a forgatás Bostonban kezdődött volna, de 2020. március 14-én a COVID-19 világjárvány miatt felfüggesztették. A Gonosz csoda 2021. április 2-án került bemutatásra az Amerikai Egyesült Államokban a Sony Pictures Releasing forgalmazásában, Magyarországon július 29-én lesz látható, általánosságban negatív kritikákat kapott az értékelőktől.

## Rövid történet
Szűz Mária meglátogat egy hallássérült lányt, aki hirtelen elkezd hallani és beszélni, majd  betegeket gyógyítani. Az emberek tömegesen igyekeznek tanúi lenni a csodáinak, eközben félelmetes események bontakoznak ki.

## Cselekmény
A film egy boszorkánysággal vádolt nő kivégzésével kezdődik 1845-ben a Massachusetts állambeli Bayfield megyében. A nőt felakasztják egy fára, majd végül felgyújtják. Mielőtt azonban meghalna, szellemét egy baba testéhez kötik.
Sok évvel később a kegyvesztett újságíró, Gerry Fenn furcsa vagy szokatlan, természetfelettinek tartott dolgokról tudósít. Legújabb megbízása a vidéki Banfieldbe szólítja, ahol az állítólagos furcsaságról kiderül, hogy egy tinédzser csínytevéséről van szó. Amikor távozni készül, felfedezi és összetöri a babát, amivel akaratlanul szabadjára engedi a nő szellemét. Gerry később autójával balesetet szenved, ahogy az úton előtte termett, sugárzó fehér ruhás lányt igyekszik kikerülni. Követi a lányt ahhoz a fához, ahol a babát találta, és tanúja, ahogy térdre omolva fennhangon imádkozik, majd összeesik. Amikor elviszi a lányt a közeli templomba, megtudja, hogy a neve Alice, süketnéma, és képtelen lett volna megszólalni. Gerry úgy dönt, a városban marad, hogy utánajárjon annak, ami szerinte nem átverés vagy tréfa, hanem valódi megtörténés.
Másnap Alice megdöbbenti a közösséget azzal, hogy megszólal és kijelenti, hogy Szűz Mária meggyógyította. Ez médiafelhajtást indít el, amelyet más, csodának tűnő gyógyulások is tovább fokoznak. A katolikus egyház Monsignor Delgarde-ot küldi az állítások kivizsgálására, akinek Gyles atya segít. Gerry összebarátkozik Alice-szel, és ezalatt megtudja, hogy miközben a lány egy Mária nevű lénnyel beszélgetett, csak feltételezte, hogy ez a vallási alak létezik. Kezd gyanakodni, hogy valami baljóslatú dolog történik a "Máriát" szörnyű lényként ábrázoló látomások miatt, Gerry társra talál Hagan atya, Alice nagybátyjának személyében, akit Alice meggyógyított, de ő is sejti a gyógyulások valódi természetét. Hagan atya felfedezi az eseményeket részletező papírokat, de mielőtt bárkit is figyelmeztethetett volna, Mária megtámadja, és holttestét a templomban felakasztva találják meg. Gyles atya meggyőzi Gerryt, hogy hallgassa el Hagan látszólagos öngyilkosságát, mivel az bemocskolná az istenhívő jelenségeket. Halálát balesetnek nyilvánítják.
Gerry összebarátkozik Natalie-val, a város orvosával, és elárulja, hogy történeteket találtak nála, aminek az az oka, hogy ma már hamis sztorikról tudósít, de reméli, hogy ez az esemény újraindítja a karrierjét. A páros végül rábukkan a Hagan atya által felfedezett információkra, amelyekből kiderül Mary Elnor, a bevezetőben szereplő nő halála. Mary eladta a lelkét a Sátánnak, hogy örök életet és hatalmat nyerjen. Megengedte neki és leszármazottainak, akikről kiderül, hogy Alice, hogy "csodákat" tegyenek, hogy az emberek neki és cserébe a Sátánnak fogadalmat tegyenek. Gerry és Monsignor Delgarde megdöbbenésére megtudják, hogy Gyles atya tisztában volt az egész helyzettel, de úgy döntött, hogy titokban tartja, mivel a csodák visszacsalogatták az embereket az egyházba. Arra is figyelmezteti Gerryt, hogy az igazság elmondására tett kísérletei süket fülekre találnak majd a megromlott hírneve miatt.
Alice, aki szerintük nincs tisztában Mária valódi természetével, szertartást szeretne tartani a fánál, és azt a nyilvánosságnak közvetítené. Delgarde figyelmezteti, hogy ez egy sátáni rituálé. Aki hűséget fogad Máriának, annak a lelke a pokolra lesz kárhoztatva. Delgarde Gerryvel és Natalie-val együtt megpróbál egy szertartást végezni a templomban, hogy megakadályozzák ezt. Azonban megjelenik Mária, és megöli őt egy égő kereszttel.
Miután a szertartás elkezdődik, Alice mindenkit arra buzdít, hogy három alkalommal tegyen fogadalmat Máriának. Gerrynek sikerül megakadályoznia, hogy a tömeg teljes egészében fogadalmat tegyen, azt állítva, hogy a csodák csak újabb átverések voltak, és mind a placebo hatás eredménye. Natalie jelbeszéddel kommunikál Alice-szal, és arra kéri, hogy állítsa le a szertartást. Mária beszél Alice-hez, arra kérve őt, hogy folytassa a szertartást, vagy soha többé ne szólaljon meg. Alice felismerve Mary valódi természetét, megerősíti, hogy a csodák hamisak voltak. A fa hirtelen lángba borul, aminek következtében az összes jelenlévő pánikszerűen menekül, miközben egy dühös Mária bújik elő belőle. Elégeti Gyles atyát, mielőtt megpróbálná megölni Gerryt. Alice állítja meg, aki feláldozza magát, hogy megmentse a férfi életét. Ez viszont Mária eltűnését okozza, mivel Alice volt a kapcsolata az élők világával. Az áldozattól megdöbbenve Gerry Istenhez könyörög, hogy mentse meg Alice életét. Alice visszatér az életbe, de ismét süketnéma. Mindazok, akiket Alice meggyógyított, hamarosan megbetegszenek. Az epilógusban a templomban lévő Mária-szobor véres könnyeket hullajt.

## Szereplők
| Szerep              | Színész              | Magyar hang     |
| ------------------- | -------------------- | --------------- |
| Gerald "Gerry" Fenn | Jeffrey Dean Morgan  | Király Attila   |
| Alice Pagett        | Cricket Brown        | Mentes Júlia    |
| William Hagan atya  | William Sadler       | Mertz Tibor     |
| Natalie Gates       | Katie Aselton        | Pálfi Kata      |
| Bishop Gyles        | Cary Elwes           | Hannus Zoltán   |
| Monsignor Delgarde  | Diogo Morgado        | Mészáros Béla   |
| Geary               | Bates Wilder         | Törköly Levente |
| Mary Elnor          | Marina Mazepa        | N/A             |
| Monica Slade        | Christine Adams      | N/A             |
| Sofia Walsh         | Gisela Chipe         | N/A             |
| Dan Walsh           | Dustin Tucker        | N/A             |
| Toby Walsh          | Danny és Sonny Corbo | N/A             |

## A film készítése
2018. december 3-án a Deadline arról számolt be, hogy a Screen Gems és Sam Raimi gyártja a Shrine című filmet, James Herbert azonos című horrorregényének filmadaptációját, amelynek forgatókönyvét Evan Spiliotopoulos írja, aki egyben rendezőként is debütál. 2019. szeptember 18-án Jeffrey Dean Morgan szerepet kapott a filmben. 2019. november 12-én Jordana Brewster csatlakozott a film szereplőgárdájához. 2020. február 27-én Katie Aselton, William Sadler, Diogo Morgado, Cricket Brown, Marina Mazepa, Christine Adams, Bates Wilder és Cary Elwes csatlakozott a filmhez, Brewster helyére Aselton került.
A forgatás még ugyanazon a héten megkezdődött Bostonban, de 2020. március 14-én a COVID-19 világjárvány miatt fel kellett függeszteniük. Amikor a forgatás ismét folytatódott, a CDC irányelvei miatt egyszerre legfeljebb 10 háttérszínész lehetett a forgatáson, így Spiliotopoulos kénytelen volt "ugyanazokat az embereket öt különböző helyen használni".

## Megjelenés
2021 márciusában bejelentették a film új címét: The Unholy, egy előzetessel és a tervezett megjelenési dátummal egyidőben: 2021. április 2.

## Bevétel
2021. június 2-ig a Gonosz csoda 15,5 millió dollárt hozott az Amerikai Egyesült Államokban és Kanadában, 15,3 millió dollárt más területeken, összesen világszerte 30,8 millió dollárt gyűjtött.
A film az első napon 1,2 millió dollárt, a nyitóhétvégén pedig összesen 3,2 millió dollárt keresett 1850 moziban, ezzel a második helyen végzett a kasszasikerlistán a szintén frissen bemutatott Godzilla Kong ellen mögött. A második hétvégén 23 százalékkal 2,4 millió dollárral esett vissza, majd a harmadik hétvégén 2 millió dollárt hozott.

## Fordítás
- Ez a szócikk részben vagy egészben  a   The Unholy (2021 film) című angol Wikipédia-szócikk fordításán alapul.  Az eredeti cikk szerkesztőit annak laptörténete sorolja fel. Ez a jelzés csupán a megfogalmazás eredetét és a szerzői jogokat jelzi, nem szolgál a cikkben szereplő információk forrásmegjelöléseként.